# Amy Steel
Amy Steel Pulitzer (Pensilvânia, 3 de maio de 1960) é uma atriz estadunidense. Ela é talvez mais conhecida por seu papel como Ginny Field no filme de terror Friday the 13th Part 2 (1981).

## Carreira
Steel começou sua carreira como convidada na novela Guiding Light, da CBS, como Trudy Wilson, de 1980 a 1981, e Peggy Warner em All My Children, em 1980. No ano seguinte, fez sua estreia no cinema no filme Fat Chance antes de ter sido escalada como Ginny Field no filme de terror Friday the 13th Part 2. Ela ganhou o papel após realizar uma audição e esta passou a tornar-se uma de suas atuações mais reconhecíveis. O filme arrecadou mais de 21 milhões de dólares nas bilheterias. Foi-lhe oferecida a chance de reprisar o papel no terceiro filme da franquia, mas Steel hesitou, porque temia ser rotulada além ter ter sido persuadida a recusá-lo por seu agente na época. No entanto, ela faz uma breve aparição em uma reportagem mostrada no filme.

## Vida pessoal
Em 1986, casou-se com Peter Pulitzer. Ela tem duas filhas e trabalha como estagiária de casamento e terapeuta familiar no InBalance, nas montanhas de Santa Monica, na Califórnia. Também tem uma clínica particular em Calabasas, Califórnia, especializada em transições adolescentes e de pessoas de meia-idade. Durante as filmagens de First Steps, em 1985, Steel desenvolveu uma amizade com Nan Davis.

## Filmografia
| Título                                      | Ano     |
| Fat Angels                                  | e 0     |
| Friday the 13th Part 2                      | 1981    |
| Exposed                                     | 1983    |
| Terror in the Aisles                        | 1984    |
| First Steps                                 | 1985    |
| April Fool's Day                            | 1986    |
| Walk Likea Man                              | 1987    |
| Perry Mason: The Case of the Reckless Romeo | 1992    |
| Valerie Flake                               | 1999    |
| Tycus                                       | 2000 V  |
| A Time to Remember                          | 2000 TV |
| His Name was Jason                          | 2009    |